# Collégiale Saint-Jean l'Évangéliste de Liège
Pour les articles homonymes, voir Église Saint-Jean.
La collégiale Saint-Jean l'Évangéliste, appelée également Saint-Jean-en-l'Isle (car un bras de Meuse créait autrefois une île à cet endroit), est l'une des sept anciennes collégiales de la ville de Liège, en Belgique.

## Historique

### Origine
La collégiale est construite sous l'épiscopat de Notger à la fin du Xe siècle, entre 980 et 987 avec des pierres provenant des églises démolies après la prise du château de Chèvremont par cet évêque. Elle fut achevée et consacrée en 987,,,,et dotée de trente chanoines. Cette église était une réplique de la cathédrale d'Aix-la-Chapelle de Charlemagne. Notger l'aurait fait construire pour remercier Dieu de lui avoir donné la victoire sur le terrible seigneur de Chèvremont.

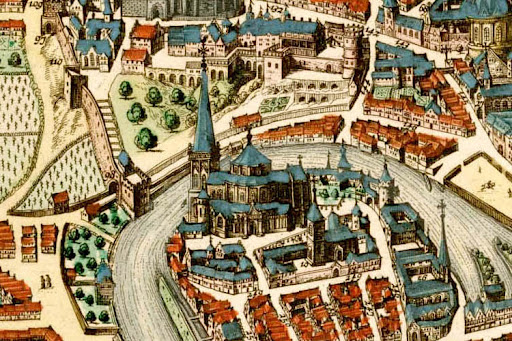
Représentation de la collégiale Saint-Jean telle qu'elle existait en 1649.
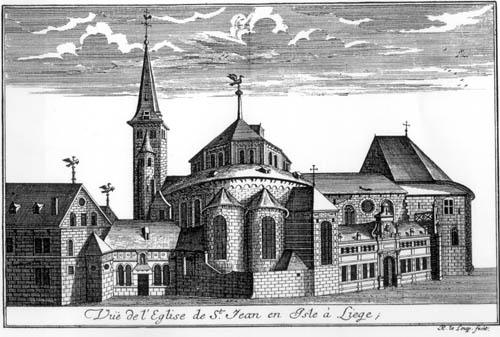
Gravure de la Collégiale Saint-Jean.
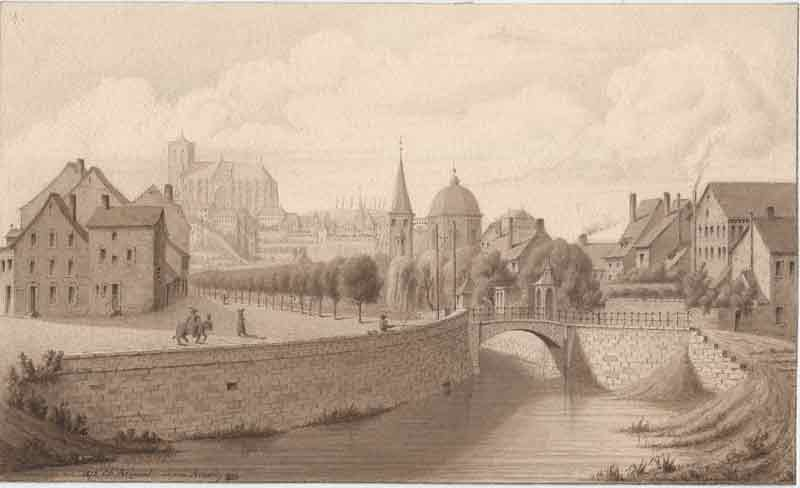
Vue de Saint-Jean et Saint-Martin à partir du pont d'Avroy, et à gauche le pied de la rue Saint-Gilles.

### Le cloître
Les arceaux de la voûte du cloître de Saint-Jean reposent sur des colonnettes en relief, dont le fût est surmonté de sculptures et de blasons. Le chemin de croix est aux armes d'Arsène Fabri (1777-1851) et de son épouse Joséphine de Longrée (1781-1855).

### Nouvel édifice
Cet édifice subsista jusqu'en 1754, époque à laquelle il fut rasé pour être remplacé par l'édifice néo-classique actuel (conçu par l'architecte italien Gaetano Matteo Pisoni, et mis en œuvre par l'architecte liégeois Jacques-Barthélemy Renoz), seule la tour romane ottonienne a été conservée.

### Tombeau de Notger
Notger, premier prince-évêque de la principauté de Liège, fut enterré en l'an 1008 dans la collégiale Saint-Jean. Dans l'une des chapelles de l'ancienne église un tombeau ce prince était représenté en relief, les mains jointes et à genoux, devant un pupitre, avec un livre ouvert. Sa sépulture fut endommagée par les crues de la terrible inondation de 1740. Lorsque les chanoines font reconstruire la collégiale, en 1757, ils placent les restes de Notger dans la sacristie; ils y restent suspendus au plafond, dans un coffre, jusqu'en 1794. Vers cette époque, ils sont déposés chez M. le baron de Stembier de Videux, où ils demeurèrent longtemps ignorés, puis transportés de nouveau dans un galetas de l'église. Le curé Duvivier, vers 1840, a fait replacer les reliques dans la sacristie,.

### Révolution française
Le 12 fructidor de l'an VI (12 septembre 1798), l'église Saint-Jean l'Évangéliste, le cloître et les autres bâtiments d'une contenance de 8 grandes verges, 17 petites et 208 pieds carrés furent vendus 1 205 000 francs à 3 ex-chanoines de cette collégiale.

### Restauration
Le chantier de restauration de la tour et des deux tourelles de la collégiale datant des années 980 est, à compter du 19 décembre 2024, terminé. La tour romane a été recouverte d'un enduit blanc. Le chantier de restauration de ce patrimoine majeur de la Cité ardente avait débuté en mars 2023. Par ailleurs, les travaux du cloître qui accueillerons désormais des habitations sociales sont toujours en cours à dater du 12 janvier 2025. D'autre travaux qui concerneraient cette-fois le reste des bâtiments de l'église sont en cours de discussion.

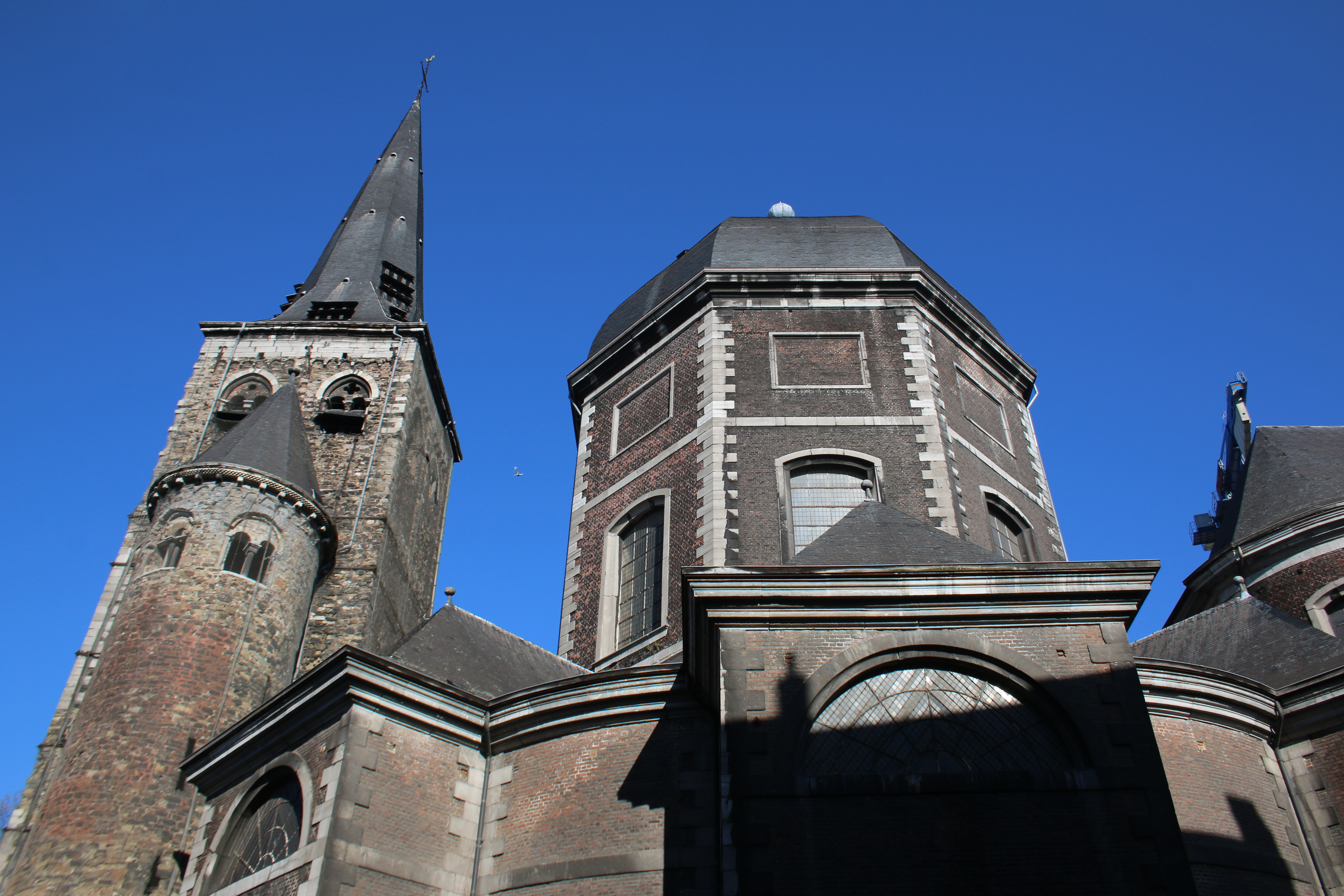
La tour Romane ainsi que de l'octogone en 2022.
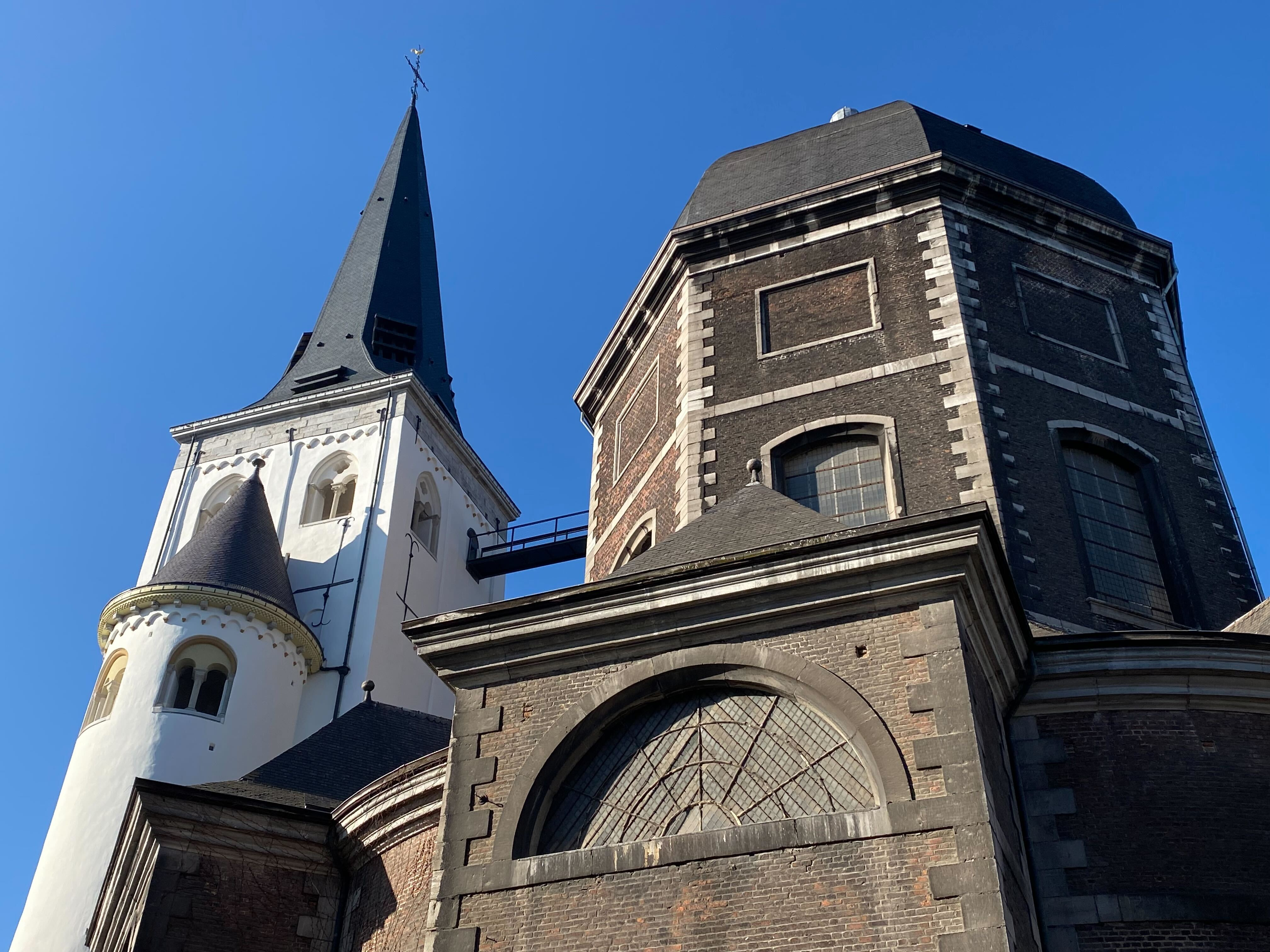
La tour romane ainsi que de l'octogone en Mars 2025, fraichement rénovée.
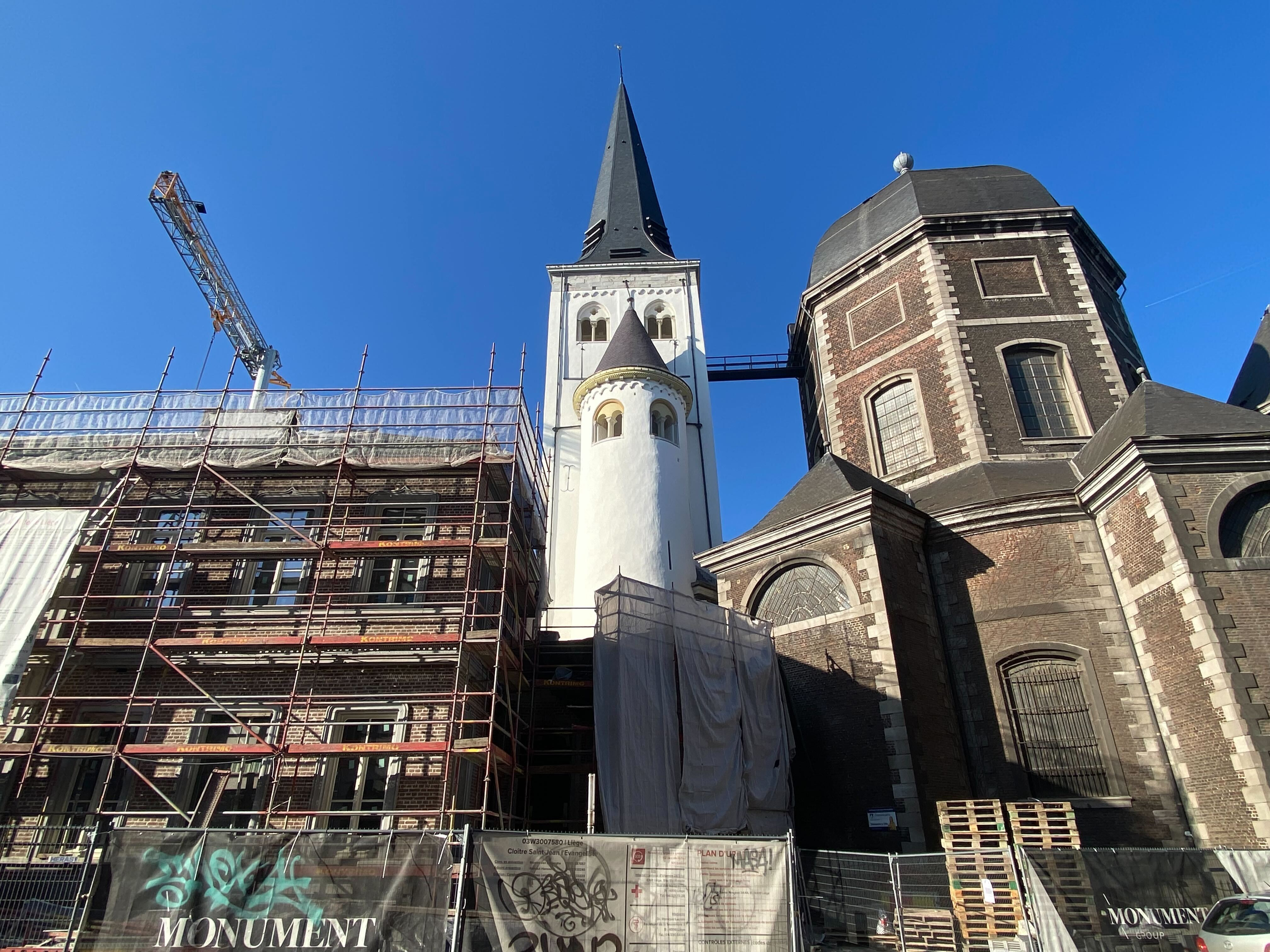
Vue montrant la tour romane rénovée, mais le cloitre adjacent toujours en cours de travaux en Mars 2022.

## Index des artistes
Liste chronologique des artistes ayant travaillé à l'église Saint-Jean, ou dont une œuvre se trouve dans l'église.
- Cornélis Vander Veken (1666-1740), sculpteur
  - Cadre de porte et dessus-de-porte, crucifix et statues de Jean-Baptiste et Sainte Geneviève[12] (1701-1710)
- Jacques Vivroux (1703-1777), sculpteur
  - Statue en bois de Saint Roch
- Guillaume Robustelly (v.1718/25-1793), facteur d'orgue
- Jacques-Barthélemy Renoz (1729-1786), architecte
- Philippe-Auguste Hennequin (1762-1833), peintre
  - Saint Jean l'Evangéliste à Patmos
- Alexandre de Tombay (1815-1881), sculpteur
- Jean-Joseph Halleux (1817-1876), sculpteur
- Renier Panhay de Rendeux Saint Adalbert et groupe d'Angelots